# 13 janvier 1988
Le 13 janvier 1988 est le 13e jour de l'année 1988 du calendrier grégorien. Il s'agit d'un mercredi.

## Événements

### Politique
- Mort de Chiang Ching-kuo, président de la République de Chine. Son vice-président Lee Teng-hui lui succède.

### Culture
- Sortie du film Ma vie de chien.
- Sortie française des films Dragnet, Génération perdue, Gens de Dublin, Pacte avec un tueur, Poker.
- Première diffusion aux États-Unis de l'épisode 14 de la saison 8 de Dynastie.
- Première diffusion au Japon de l'épisode 96 de Dragon Ball.

### Sciences
- Henri Debehogne découvre les astéroïdes (3865) Lindbloom, (4099) Wiggins, (7404) 1988 AA5 et (9568) 1988 AX4.
- Antonín Mrkos découvre l'astéroïde (7171) Arthurkraus.

### Sport
- Match retour de la Supercoupe de l'UEFA 1987 : le FC Porto bat l'Ajax Amsterdam par 2 buts à 1 et remporte le trophée.
- Au Panama, fondation de l'Asociación Nacional Pro Fútbol (ANAPROF).

## Naissances
- Yannick Boli, footballeur franco-ivoirien
- Daniela Dodean, pongiste roumaine
- Josh Freeman, joueur américain de football américain
- Petr Frydrych, athlète tchèque
- Laura López Ventosa, joueuse de water-polo espagnole
- Tomás Rincón, footballeur vénézuélien
- Artjoms Rudņevs, footballeur letton
- Taison, footballeur brésilien

## Décès
- Viktors Arājs, collaborateur nazi d'origine lettone (78 ans)
- Chiang Ching-kuo, homme politique taïwanais (77 ans)
- Erling Erland (en), homme politique norvégien (70 ans)
- Kenneth Marks, homme politique britannique (67 ans)
- José María Peña, footballeur espagnol (92 ans)